# 1984 au Manitoba
Chronologie du Manitoba
- 1980
- 1981
- 1982
- 1983
- 1984
- 1985
- 1986
- 1987
- 1988

Cette page concerne des événements d'actualité qui se sont produits durant l'année 1984 dans la province canadienne du Manitoba.

## Politique
- Premier ministre : Howard Pawley
- Chef de l'Opposition :
- Lieutenant-gouverneur : Pearl McGonigal
- Législature :

## Naissances

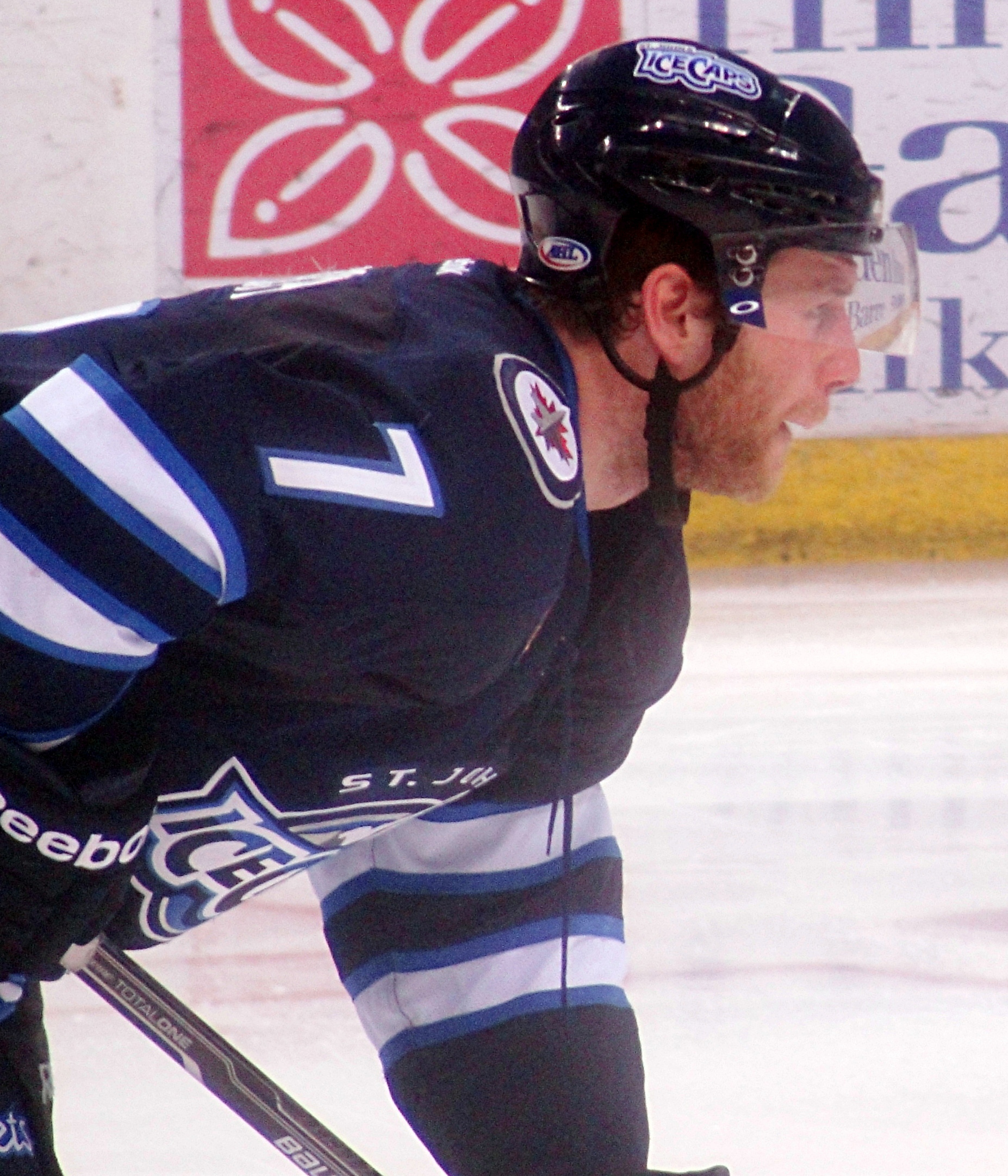
Derek Meech

- 1er mars : Alexander Steen, né à Winnipeg, est un joueur professionnel de hockey sur glace canado-suédois. Son père, Thomas Steen, né en Suède, a aussi joué dans la grande ligue avec les Jets de Winnipeg dont il était un joueur vedette.

- 21 avril : Derek Meech, né à Winnipeg, est un joueur professionnel de hockey sur glace canadien.

- 12 juin : Tyler Metcalfe (né à Headingley) est un joueur professionnel de hockey sur glace canado-hongrois.

- 26 juin : Cody McLeod (né à Binscarth) est un joueur de hockey sur glace canadien.

- 1er juillet : Toontje Adrianus Van Lankvelt est un joueur canado-néerlandais de volley-ball né à Rivers (Manitoba). Il mesure 1,99 m et joue au poste de réceptionneur-attaquant. Il totalise 120 sélections en équipe du Canada.

## Décès
- 19 mai : Russell Paulley (en), chef du Nouveau Parti démocratique du Manitoba.